# Socket 939
El  Socket 939  és un sòcol de CPU que va ser introduït per AMD en resposta a Intel i la seva nova plataforma per a ordinadors d'escriptori, Socket LGA775. Socket 939 ha estat substituït pel Socket AM2.

## Característiques principals
- Funció completa de 32 bits, IA-32 i (x86). Compatibilitat per a aplicacions futures de 64-bit utilitzant el set d'instruccions AMD64.
- Adreces físiques de 40-bits, Adreces virtuals de 48-bits.
- 8 nous registres de 64-bit, per a un total de 16
- 8 nous registres de 128-bit SSE/SSE2, per a un total de 16
- Inclou el suport per la tecnologia 3DNow, SSE2, i SSE3 fent servir els processadors més recents (revisió E)
- Integra el controlador de "dual channel" (Doble Canal) DDR SDRAM suportant fins a 200 MHz PC3200 ("DDR400")
- Suport fins a 6/4 GB/s bàndol de memòria
- Tecnologia HyperTransport per a connexions ràpides I/O, una de 16 bit suportant fins a 2000MHz
- 64 KB Nivell 1 cache d'instrucció, 64KB Nivell 1 cache de dades.
- Suporta fins a 1 MB Nivell 2 cache
- Certs models (Athlon 64 X2) són processadors dual-core i tenen físicament 2 cores en un processador.

## Nuclis suportats
- Clawhammer Core: Suporta Instruccions L2 1MB Cache/SSE1, SSE2
- Newcastle Core: Suporta Instruccions L2 512KB Cache/SSE1, SSE2
- Winchester Core: Suporta Instruccions L2 512KB Cache/SSE1, SSE2
- Venice Core: Suporta Instruccions L2 512KB Cache/SSE1, SSE2, SSE3
- San Diego Core: Suporta Instruccions L2 1MB Cache/SSE1, SSE2, SSE3
- Manchester Core: Suporta Instruccions (Dual Core) L2 512KB cache per CPU/SSE1, SSE2, SSE3
- Toledo Core: (Dual Core) Suporta Instruccions L2 1MB cache per CPU/SSE1, SSE2, SSE3
- Venice Core CPU inclou: 3000+, 3200+, 3500+, 3800+
- San Diego Core CPU inclou: 3700+, 4000+, FX55, FX57
- Manchester Core CPU inclou: X2 3800+, X2 4200+, X2 4600+
- Toledo Core CPU inclou: X2 3800+, X2 4400+, X2 4800+, FX-60